# Opere e poetica di Cesare Pavese

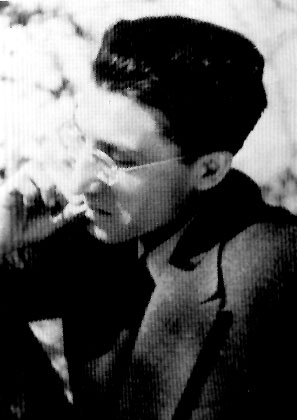
Ritratto di Pavese

Importante fu l'opera di Cesare Pavese scrittore di romanzi, poesie e racconti, ma anche quella di traduttore e critico e degna di essere messa in risalto è la sua poetica. 

## Poetica e stile
Nella prima parte dell'opera Il mestiere di vivere dal titolo Secretum Professionale (ott.-dic. 1935 e febb. 1936), Pavese annota le sue riflessioni sul modo di fare poesia e in generale, di fare arte costruendo quella che si può definire la sua poetica e precedentemente, nell'Appendice critica anteposta a Lavorare stanca intitolata  Il mestiere di poeta, il giovane scrittore riconosce allo studio su Walt Whitman (soggetto della sua tesi di laurea) e alla traduzione de "Il nostro signor Wrenn" di Sinclair Lewis, il merito di averlo reso libero dalla schiavitù dei metri tradizionali.
Sempre nel "Mestiere di vivere" continuano  infittendosi (soprattutto nel periodo del 1942 e l'inizio del 1945) e con maggiore sicurezza, le note su come devono essere strutturate le immagini, sulla necessità di utilizzare la commozione, sull'importanza del tempo presente e del passato per un valore costruttivo da dare all'opera, come condensare il racconto  attraverso il tono, che cosa sia in realtà il tono "un ripensare avvenimenti più o meno illuminati"  oltre ad analizzare il tempo narrativo e cercare il modo di renderlo più scorrevole accorciandolo e rallentandolo, come costruire un personaggio e come farlo parlare, come  passare dalla semplice proposizione alla frase, come ottenere un racconto ben equilibrato, l'importanza del punto di vista e ancora appunti sullo stile, sulla lingua e sulla tecnica.

### La tecnica
Se a quei tempi la parola tecnica era, nel clima letterario crociano, parola disprezzata, essa viene spesso menzionata da Pavese per il quale, certamente grazie all'influenza dovuta alla sua cultura statunitense, la tecnica è l'unico strumento in grado di decidere lo stile di un autore 
Pavese parla spesso di arte intesa come "mestiere" e la tecnica gli serve come autodisciplina per sfuggire alle tentazioni del romanticismo con una scelta quindi che non intende solamente rispondere a canoni estetici ma soprattutto etici e che l'aiutano ad evitare di lasciarsi andare ad un semplice piacere narrativo.
Pavese evita nelle sue opere tutte le forme romanzesche che si basano su costruzioni tradizionali come gli intrighi e i colpi di scena e costruisce storie che si basano su una trama narrativa quasi inesistente, tanto è vero che, come scrive Marziano Guglielminetti  "... è stato osservato che il termine "romanzo", riferito alla narrativa pavesiana, viene usato non senza qualche approssimazione e improprietà (lo stesso Pavese preferì del resto ricorrere alla formula di "romanzo breve")".
Nell'esaminare le opere di Pavese si osserva inoltre che la sua narrativa si rifà alla legge statica della ripetizione in quanto egli circoscrive il suo ambito tematico intorno a motivi fondamentali che non si cura di ampliare ma che al contrario cerca di ripetere con insistenza volutamente monotona, perché, come egli scrive 
Lo scrittore vuole così dimostrare che, per rappresentare la realtà interiore finalmente trovata, non è necessario cercare cose nuove ma che il più grande sforzo è da rivolgersi a come, tecnicamente, questa realtà verrà rappresentata

### Il simbolo
Come l'autore stesso scrive ne Il mestiere di vivere in data 10 dicembre 1939, si tratta di riuscire a rappresentare la realtà attraverso i simboli perché
Pertanto ciò  che interessa a Pavese veramente (e su questo argomento egli si sofferma più volte nel suo Mestiere di vivere) è quello di riuscire a rappresentare non tanto la realtà oggettiva delle cose ma quella che egli definisce la "realtà simbolica" , quella cioè che si nasconde al di sotto della esteriorità.
Occorre inoltre specificare che, come ha affermato il professor Guido D. Bonino, Pavese unisce il concetto di simbolo con quello di mito. Quest'ultimo, stando alla filosofia pavesiana, si profila come l'obiettivo cui la poetica deve tendere, il mistero arcano, oscuro da svelare, il lato selvaggio, truculento da domare, riscoprendolo con un secondo apprendimento, quello della memoria. Infatti tutti noi apprendiamo il mito nel periodo dell'adolescenza, facendo le nostre esperienze, in quella fase paragonabile a un limbo tra innocenza e maturità, in cui ogni scoperta ha influssi simbolici, appunto, permanenti ed estremamente significativi. Ma la scoperta, lo scioglimento dell'enigma mitico rappresenta la fine dell'arte, un arresto incontrovertibile, in quanto - mediante questo processo - subentra la storia, la realtà, che domina il simbolo e lo chiarifica, estinguendolo, esaurendolo.
Sono più d'uno gli scrittori del Novecento che adottano, nella propria arte, il mito. Questa è una caratteristica tipica degli scrittori statunitensi, "importata" in Italia da intellettuali quali, appunto, Pavese, Elio Vittorini, Beppe Fenoglio. In Pavese, inoltre, la giovinezza stessa è un mito, un'ossessione (termine molto caro, invece, a Pier Paolo Pasolini). Leggendo Pavese ci imbattiamo in un desiderio, in un costante rimpianto dell'adolescenza (fatto che lo rende accostabile, in un certo senso, a Giovanni Pascoli). Ma mentre per altri questo "ritorno" è cosa possibile o, comunque, non messa in discussione ma semplicemente attesa e ammirata, Pavese respinge questa possibilità, reputandola impossibile.
È questo il tema centrale del capolavoro pavesiano, La luna e i falò. Il protagonista, Anguilla, si è allontanato dal paese natale, per far fortuna in America. Tornato, si trova di fronte a un senso di spaesamento, tenta di reintegrarsi ma non ci riesce. Tutti i legami che aveva con le proprie origini e con la propria adolescenza si sono scissi, eccetto quello con l'amico Nuto. In conclusione, il senso del ritorno (che riecheggia, in quanto Pavese era un grande appassionato di mitologia classica, il nostos dell'Ulisse omerico) è fallito, le illusioni di recuperare il tempo perduto si dimostrano tali. 
E la storia (la guerra civile) ha sconfitto il mito, perché alla conclusione del romanzo, prendendo d'esempio il simbolo-chiave del romanzo, cioè il falò, i significati simbolici cedono spazio a quelli reali: i falò, interpretati come uso tradizionale contadino per "risvegliare" la terra, diventano roghi di morte e distruzione, riecheggianti le devastazioni della guerra civile.
Il 17 novembre 1949, Pavese aveva stilato sul suo diario una classificazione delle opere fino a quel momento fatte basandosi su di un criterio storico-contenutistico
e il 26 novembre dello stesso anno, evidentemente non soddisfatto dell'abbozzo precedente, dopo alcune righe di riflessione sui ricordi e sull'estasi del ricordo compila uno schema diverso dal quale lascia intendere che la costruzione narrativa si basa su precisi elementi che però da soli non rappresentano la realtà, ma, come scrive Marziano Guglielminetti, "Dal gioco di rapporti che tra loro si stabilisce deve scaturire una realtà ulteriore, oscura e ancestrale, alla quale i singoli elementi esteriori, immediatamente percepibili, rinviano in forma simbolica. In questa trama di corrispondenze, che strutturano in profondità il tessuto narrativo, consiste la particolare qualità del linguaggio metaforico di Pavese".
| Lavorare stanca                                                                   | 1930 1933 1936 1938 1940  | parola sensazioni                           |  |
| Il carcere - Paesi tuoi - La bella estate - La spiaggia                           | 1938, 1939, 1940, 1941    | naturalismo                                 |  |
| Feria d'agosto                                                                    | 1941, 1942, 1943, 1944    | poesia in prosa e consapevolezza dei miti   |  |
| La terra e la morte, Verrà la morte e avrà i tuoi occhi                           | 1945, 1947                |                                             |  |
| Dialoghi con Leucò                                                                | 1945                      |                                             |  |
| Il compagno                                                                       | 1946                      | gli estremi: naturalismo e simbolo staccati |  |
| La casa in collina - Il diavolo sulle colline - Tra donne sole - La luna e i falò | 1947 - 1948 - 1949 - 1949 | realtà simbolica                            |  |

### Lo stile
Nell'opera di Pavese lo stile si fonde con le situazioni attraverso la disposizione delle parole che seguono lo stesso ritmo delle emozioni vissute nella realtà interiore. Il ritmo diventa pertanto il protagonista delle sue opere dove i personaggi e gli episodi non sono altro che un pretesto per raccontare. Un raccontare che rifugge dalle costruzioni complesse e che si basa su una sintassi essenziale fatta di cadenze prese dal linguaggio dialettale, da cesure del periodo e dall'uso della paratassi. La scrittura di Pavese può dunque sembrare povera, ma è una povertà apparente perché essa corrisponde a un programma teorico ben delineato che si basa su un severo esercizio di stile e non è una scrittura naturalistica come scrive lo stesso autore nel suo diario l'11 settembre del 1941

## La poesia

### La poesia-racconto diLavorare stanca
Lo sperimentalismo tecnico e metrico di Pavese viene applicato alla raccolta di Lavorare stanca, isolando la stessa dalla tipologia della produzione poetica contemporanea. La sua vuole essere una poesia-racconto, priva di immagini retoriche e basata sui fatti essenziali, il più possibile basata sulla chiarezza, sulla semplicità e sull'oggettività in contrapposizione alla poesia astratta degli ermetici.
Ad offrirgli l'esempio di un linguaggio improntato alla semplicità è Gozzano che, nel nominare le cose e gli avvenimenti con il grigiore della quotidianità, usa un tipo di verso che è discorsivo e prosastico.

La presenza gozzaniana si avverte subito nella prima poesia della raccolta, I mari del Sud, del 1931, dove viene ripetuta, con il racconto del cugino reduce dai mari del Sud, la situazione che si crea nella poesia L'Analfabeta di Gozzano che, arruolato nell'armata sarda, ha visitato le steppe di Crimea.
Il verso di questa prima poesia, in endecasillabi, è ampio e fluente e risente ancora di qualche misura tradizionale anche se già prevalgono le lasse di dodici e tredici sillabe e l'irrompere del dialetto è motivo nuovo e lontano dal linguaggio di Gozzano dal quale Pavese sembra volersi liberare.

### La lirica diVerrà la morte e avrà i tuoi occhi
Ben diverse le poesie delle due ultime raccolte di Pavese,  La terra e la morte  (i versi che furono composti a Roma nel 1945 e pubblicati nel 1947 sulla rivista Le Tre Venezie) e Verrà la morte e avrà i tuoi occhi (pubblicati postumi insieme ai versi della precedente raccolta dall'editore Giulio Einaudi nel 1951) dove il discorso diventa più fluido e il discorso lirico si basa su immagini che non hanno più, come in Lavorare stanca, un diretto rapporto con un fatto o un oggetto specifico ma sono da essi scollegati. L'ultima poesia di Pavese si rifà pertanto alla tradizione lirica petrarchesca e leopardiana anche se i motivi ripresi, come il legame amore-morte, si presentano attraverso una nuova prospettiva che è quella del mito.
Con le poesie di queste due ultime raccolte avviene pertanto il passaggio da una poesia intesa come racconto ad una poesia intesa come canto che adotta il verso breve e si esprime in forme e ritmi melodici.

## La narrativa
Gli anni 1935-1936, quelli del confino a Brancaleone Calabro, se da una parte significano l'abbandono dei sogni giovanili, dall'altra segnano "l'inizio di un ripensamento estetico e morale che schiuderà la via alla prosa".
La prima testimonianza di Pavese narratore si trova nei racconti scritti tra il 1936 e il 1938 che verranno pubblicati postumi nel 1953 con il titolo Notte di festa e nel romanzo Il carcere (1939), mentre le poesie vanno lentamente diminuendo.